# 장은숙 (성우)
장은숙(1976년 8월 14일 ~ )은 대한민국의 성우이다. 2000년 EBS 18기 공채 성우로 데뷔하였다.

## 애니메이션

### EBS
- 《고민 있어요 하나 아줌마》 (EBS) - 머지
- 《고양이 탐정 허클》 (EBS) - 샐리
- 《그리스 로마 신화 - 전설의 수호자들》 (EBS) - 아프로디테
- 《기사 제인과 말썽꾸러기 용》 (EBS) - 공주
- 《내 친구 토토》 (EBS) - 핑글
- 《냉장고 나라 코코몽》 (EBS) - 캔디팡
- 《네모네모 스펀지 송》 (EBS)
- 《도와줘요! 코알라 형제》 (EBS) - 앨리스
- 《동물대탐험 - 구리구리 댕댕》 (EBS) - 댕댕
- 《두키 탐험대》 (EBS) - 먼디
- 《뚜바뚜바 눈보리》 (EBS) - 핑크아루
- 《릴리의 모험일기》 (EBS) - 메리글루
- 《매기와 환상의 나라로》 (EBS) - 젤리3
- 《모피와 친구들》 (EBS) - 리
- 《몬카트》 (EBS) - 베스 테일러
- 《뭐하니, 패즈?》 (EBS) - 토야
- 《미라큘러스: 레이디버그와 블랙캣》 (EBS) - 티키, 크리스 라히프
- 《미술탐험대》 (EBS) - 지니
- 《미스테리야》 (EBS) - 플랫마이너 공주
- 《베르사이유의 장미》 (EBS) - 니콜
- 《알쏭달쏭 호기심 마을》 (EBS) - 니키
- 《빈이랑 와리》 (EBS) - 봄
- 《빨간 트랙터 통통》 (EBS) - 털털이
- 《뽀롱뽀롱 뽀로로》 (EBS) - 뚜뚜
- 《사랑해 클리포드》 (EBS) - 파
- 《슈퍼와이》 (EBS) - 질
- 《스쿨랜드》 (EBS) - 꽁짜
- 《시간탐험대》 (EBS) - 스카이
- 《아이들이 사는 성》 (EBS) - '나'편 아이4
- 《올란도 영웅전》 (EBS)
- 《요술공주 세리》 (EBS) - 포미
- 《요술상자》 (EBS)
- 《요절복통 사총사》 (EBS) - 산드라
- 《우리는 긴급구조대》 (EBS) - 미아
- 《잭과 팡》 (EBS) - 다미
- 《출동! 슈퍼윙스》 (EBS) - 아리, 마리벨 공주, 네오, 마사코, 제니, 콜레트, 트레버, 스테판, 사토미, 에밀리아, 니콜, 카탈리나
- 《칙칙폭폭 처깅턴》 (EBS) - 코코
- 《캐니멀》 (EBS)
- 《컸다, 러그래츠》 (EBS) - 딜
- 《토끼네 집으로 오세요》 (EBS) - 능금
- 《투모야 친구들》 (EBS) - 보롱
- 《피터 래빗》 (EBS) - 릴리

### KBS
- 캐치! 티니핑 - 모야핑
- 테테루 - 유진 엄마

### 타방송사
- 《검볼》 (카툰네트워크) - 다윈 워터슨
- 《극상학생회》 (대원방송) - 이치카와 마유라, 오다 하즈키
- 《꾸러기 닌자 토리》 (재능TV) - 유미, 엄마
- 《도라에몽》 (대원방송) - 도라미
- 《동경대부》 (애니맥스) - 사치코
- 《두근두근 비밀친구》 (SBS) - 엄마
- 《딸기 100% OVA》 (애니맥스) - 치나미
- 《모두모두쇼》 (MBC) - 딩동
- 《뱀부 블레이드》 (애니맥스) - 레이미, 키리노 동생
- 《샤먼킹》 (애니원) - 코롤로
- 《솔티레이》 (애니맥스) - 세리카
- 《스모모모모모모 ~지상최강의 신부~》 (애니박스) - 미야모토 이로하
- 《슬레이어즈 고저스》 (애니박스) - 핑크 드레스
- 《아유마유 극장》 (애니맥스) - 마유
- 《아이들의 장난감》 (애니원) - 송선생, 아영, 박수련, 범재, 소지아
- 《완소! 퍼펙트 반장》 (대원방송) - 마미야
- 《요괴인간》 (애니맥스) - 여자, 간호사1, 마코토, 소라네 누나, 여학생2, 초등학생 소녀2, 유미코, 경찰 과학수사대원, 유우, 소년1, 고급식당 직원, 나츠메, 소년2
- 《제로의 사역마》 (애니맥스) - 카틀레아
- 《지옥소녀》 (애니맥스) - 유키 엄마
- 《쵸비츠》 (애니원) - 유미
- 《출동! 포돌이가 간다》 (SBS) - 나라
- 《파워퍼프걸Z》 (카툰네트워크) - 켄, 미스 벨럼
- 《폴리포켓》 (투니버스) - 커스티
- 《허니와 클로버》 (애니맥스) - 하라다 리카
- 《헌터X헌터 OVA》 (애니박스) - 콜트피, 엘레나, 이타
- 《책갈피 요정 또보》 (MBC) - 또몽
- 《비밀♥비밀의 에그엔젤 코코밍》(디즈니채널) - 유진아, 주미 엄마, 냐냐밍, 찰리, 너스밍, 스노밍, 김다빈
- 《멋쟁이 낸시 클랜시》(디즈니 주니어) - 클래어 클랜시, 그레이스

### 영화 애니 더빙
- 《극장판 에그엔젤 코코밍:푸르밍과 두근두근 코코밍 세계》 - 포포밍
- 《숲속왕국의 꿀벌 여왕》 - 마가렛
- 《피터팬: 후크 선장과 결투의 날》 - 피터팬

### 실사 드라마 더빙
- 《가면라이더 더블》 (챔프) - 조윤희

### 방송
- 《나 혼자 산다》 (MBC) - 2013년 6월 14일 출연
- 《만들어 볼까요》
- 《방귀대장 뿡뿡이》 (EBS) - 뿡순이
  - 《뿡뿡이랑 야야야》 (EBS) - 뿡순이
- 《어린이 영어》
- 《요리조리 팡팡》
- 《퀴즈 천하통일》 (EBS)

### 영화 더빙
- 《마디타와 리사벳》(EBS) - 리사벳 (리브 알스테르룬드)
- 《슈가&스파이스》(SBS) - 한나 (레이첼 블란차드)
- 《시끌벅적 마을의 아이들 - 여름 그리고 가을》(EBS) - 안나 (안나 살린)
- 《시끌벅적 마을의 아이들 - 겨울 그리고 봄》(EBS) - 안나 (안나 살린)
- 《식스티 세컨즈》(SBS) - 초보 운전생(그레이스 우나)
- 《신혼여행》 - 다큐 아나운서(배우로 출연)
- 《아저씨 우리 결혼할까요》(SBS) - 학생(이칭의)
- 《오 O》(SBS) - 브랜디 (레이첼 슈메이트)
- 《인 더 베드룸》(SBS)
- 《칼라의 소망》(EBS) - 주니어 (조나단 워너 유엘)
- 《크레이블 2 그레이브》(SBS)
- 《폭력써클》 - 여자 아나운서(목소리 출연)

### 외주제작 드라마 더빙
- 《마담 퐁파두르》(EBS) - 앙리에트
- 《이브》(EBS) - 레베카
- 《크리스마스 살인》(EBS) - 이네스

### 내레이션
- 《백인백곡 끝까지 간다》 (JTBC)
- 《줌인 게임천국》 (MBC)
- 《불타는 청춘》, 《자기야 백년손님》 (SBS) 화면 해설방송

### 광고
- 위스퍼
- 햇살 간장
- 삼성카드
- 가나 초콜릿
- 롯데 껌
- SK텔레콤 TTL
- 영화 《러브레터》 예고
- 영화 《어린신부》 예고
- LG데이콤 08217

### 기타
- 유아 교재